# طوني براون (سياسي)
طوني براون (بالإنجليزية: James Anthony Brown)‏ هو عامل كهربائي وسياسي بريطاني، ولد في 5 يناير 1950 في جزيرة مان. انتخب Chief minister of the Isle of Man ‏.